# Eomichla
Eomichla é um gênero de traça pertencente à família Agonoxenidae.